# قورچو
قورچو (ترکی آذربایجانی: Qorçu؛ هایتاغ ارمنی: Հայթաղ) یک منطقهٔ مسکونی در جمهوری آذربایجان‎ است که در شهرستان لاچین واقع شده‌است. این روستا پیشتر در استان کاشاتاق جمهوری آرتساخ واقع شده بود.